# San Fabian
San Fabian est une municipalité de la province de Pangasinan, aux Philippines.